# Transporte do presidente dos Estados Unidos

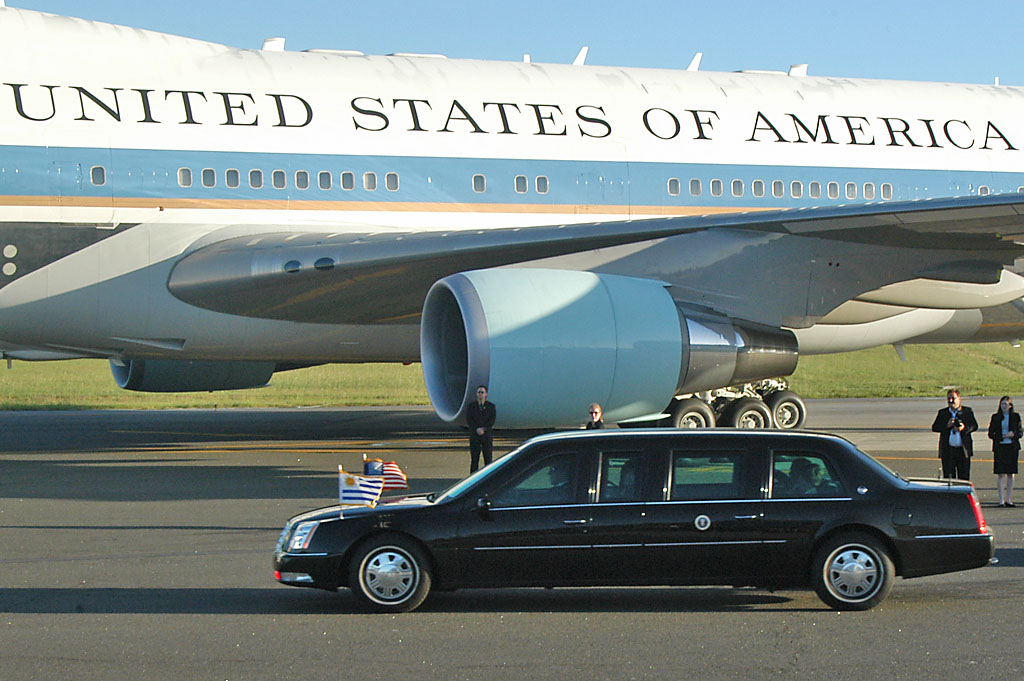
O carro presidencial e o Air Force One durante uma visita de Estado em 2007

O governo dos Estados Unidos manteve uma variedade de veículos para o presidente. Por causa do papel do presidente como comandante em chefe, os transportes militares são usados exclusivamente para viagens internacionais; no entanto, o Serviço Secreto civil opera a comitiva do presidente.

## Aeronaves

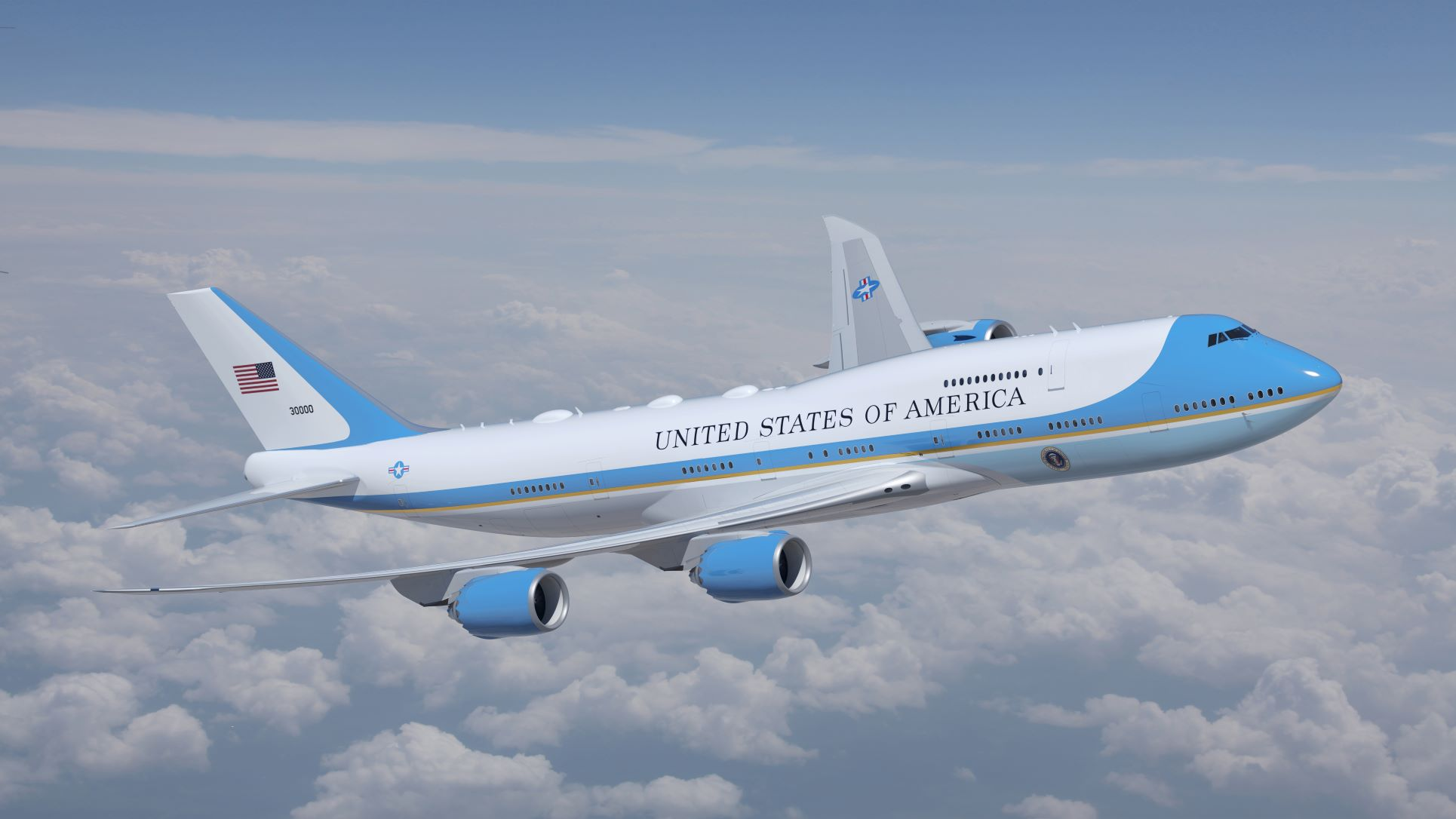
Air Force One do presidente dos Estados Unidos

Desde 1953, sempre que o presidente está a bordo de um voo militar, seu indicativo de chamada é o nome do serviço armado seguido pela palavra "One". Assim, Air Force One, Army One, Coast Guard One, Marine One, Navy One e Space Force One. No entanto, apenas a Força Aérea e o Corpo de Fuzileiros Navais mantêm ativamente aeronaves para o comandante-em-chefe e, Desde 20 de novembro de  2024, o presidente nunca voou em uma aeronave ou nave espacial da Guarda Costeira ou da Força Espacial. Se o presidente usar um avião civil, ele é designado Executive One.

## Automóveis
O carro presidencial é uma limusine chamada Cadillac One ou The Beast, que é operada pelo Serviço Secreto. Há pelo menos dez limusines. Há também um ônibus não oficialmente chamado Ground Force One, oficialmente chamado Stagecoach, enquanto o presidente está a bordo, que é operado pelo Serviço Secreto.

## Carruagens
Quatro carruagens presidenciais foram construídas pela ferraria H & C Studebaker, a antecessora da Studebaker Corporation; uma delas levou Lincoln ao Teatro Ford na noite de seu assassinato. Todas as quatro carruagens estão em exposição permanente no Studebaker National Museum, localizado em South Bend, Indiana. As carruagens foram usadas pelos presidentes Ulysses S. Grant, Benjamin Harrison, Abraham Lincoln e William McKinley.

## Iates

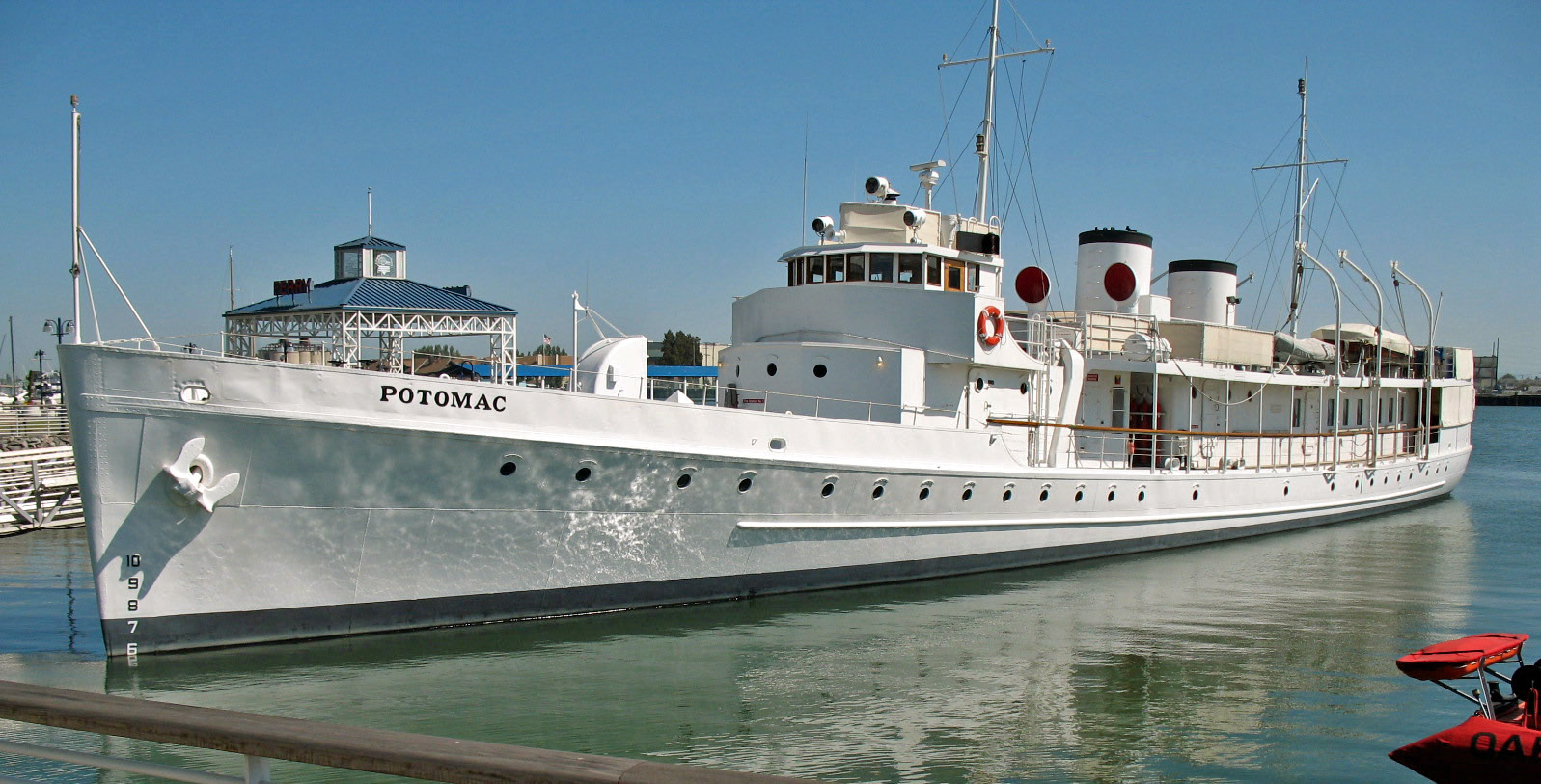
O USS Potomac no porto de Oakland, Califórnia em junho de 2009

De 1880 a 1977, vários navios comissionados da Marinha serviram como iates presidenciais, no entanto, essa prática foi interrompida durante a administração Carter. A tabela abaixo lista o nome de cada um desses navios e os anos em que o fizeram.
| Nome                       | Serviu de | Serviu até | Notas                                                                                     |
| -------------------------- | --------- | ---------- | ----------------------------------------------------------------------------------------- |
| USS Despatch (1873)        | 1880      | 1891       |                                                                                           |
| USS Dolphin (PG-24)        | 1897      | 1897       | O Dolphin, Sylph e o Mayflower dividiram o serviço como iate presidencial de 1897 a 1929. |
| USS Sylph (PY-5)           | 1902      | 1921       | O Dolphin, Sylph e o Mayflower dividiram o serviço como iate presidencial de 1897 a 1929. |
| USS Mayflower (PY-1)       | 1905      | 1929       | O Dolphin, Sylph e o Mayflower dividiram o serviço como iate presidencial de 1897 a 1929. |
| USS Sequoia (AG-23)        | 1933      | 1936       | O Sequoia serviu por dois intervalos como iate presidencial: 1933–1936 e 1969–1977        |
| USS Potomac (AG-25)        | 1936      | 1945       |                                                                                           |
| USS Williamsburg (AGC-369) | 1945      | 1953       |                                                                                           |
| USS Sequoia (AG-23)        | 1969      | 1977       | O Sequoia serviu por dois intervalos como iate presidencial: 1933–1936 e 1969–1977        |

## Vagões ferroviários

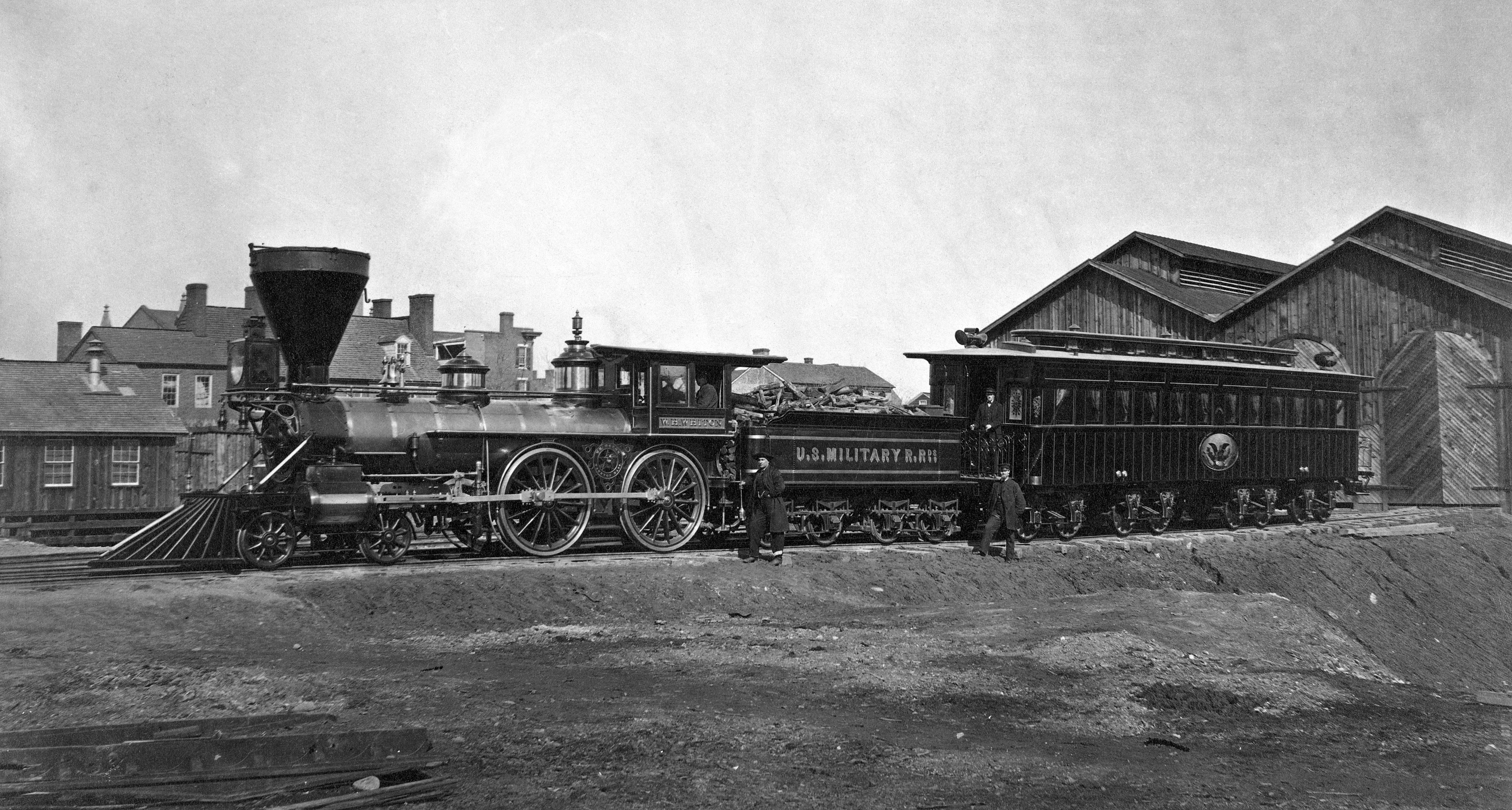
Vagão executivo de Lincoln

Vários presidentes viajaram de trem. Um vagão ferroviário particular era o equivalente a um jato particular atualmente, com o primeiro vagão executivo construído exclusivamente para o presidente, um vagão pintado de marrom escuro chamado United States', concluído durante o mandato de Lincoln. Desconfiado da ótica que tal opulência sinalizava após a Guerra Civil, Lincoln nunca teve a oportunidade de aproveitar as acomodações de luxo enquanto vivo, no entanto, isso levaria Lincoln em sua jornada final, uma viagem lenta e tortuosa de Washington, D.C. a Springfield, Illinois, com os restos mortais de seu filho Willie em um trem funerário, refazendo a rota de sua jornada inaugural em 1861.

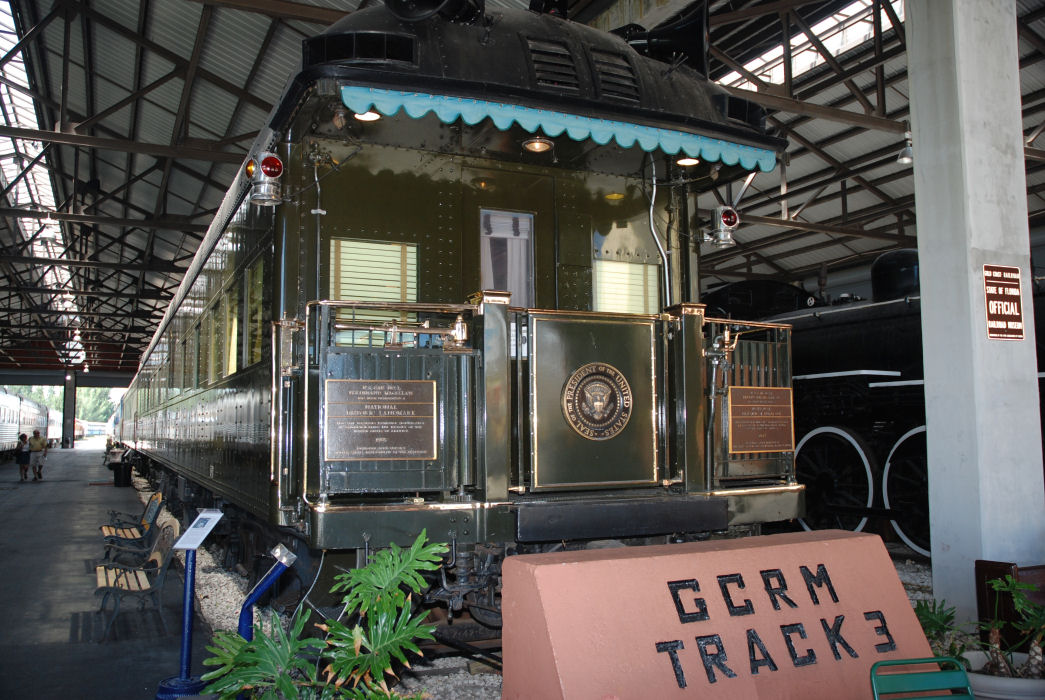
Ferdinand Magellan no Gold Coast Railroad Museum em 2007

Os presidentes do final do século XIX e início do século XX usavam trens para fazer campanha e viajar pelo país da mesma forma que os presidentes usam o Air Force One atualmente, realizando viagens rápidas para alcançar pessoalmente os eleitores em todo o país.
O presidente Franklin D. Roosevelt fez uso extensivo da ferrovia em sua campanha em 1933, e viajou pelo país durante a Segunda Guerra Mundial a bordo do vagão U.S. Car No. 1, um trem composto pelo vagão executivo Ferdinand Magellan, um vagão-hospital convertido de rádio de alta tecnologia instalado para comunicações, um vagão de bagagem para transportar o Sunshine Special e outros veículos de apoio e outros vagões para acomodar a imprensa e o serviço secreto.
O Ferdinand Magellan era um vagão comercial da Pullman Company retirado do serviço de fretamento, blindado e reconstruído como alojamento e escritório para FDR em 1941. Atualmente, está em exposição no Gold Coast Railroad Museum no Condado de Miami-Dade, Flórida. O Ferdinand Magellan foi usado pela última vez pelo presidente Ronald Reagan, que usou o vagão durante sua campanha de reeleição em 1984.
O Georgia 300 é um vagão ferroviário de propriedade privada que foi usado por vários presidentes durante viagens de campanha de paradas rápidas. O Georgia 300 recebeu os presidentes George H. W. Bush, Bill Clinton, e Barack Obama.

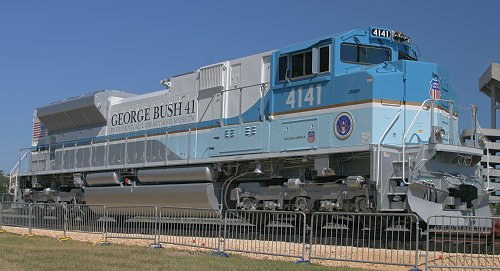
4141 em exposição na Biblioteca Presidencial George Bush

George H. W. Bush foi o primeiro presidente a viajar de trem como parte de seus preparativos para o funeral em quase 50 anos, viajando a bordo do Union Pacific 4141, um EMD SD70ACe que foi pintado com as cores do Air Force One e nomeado em sua homenagem em 2005. O último presidente a ter um trem funerário foi Dwight D. Eisenhower, que fez sua última viagem de Washington D.C. para sua cidade natal em Abilene, Kansas, onde foi sepultado em 1969.
O presidente Joe Biden frequentemente fazia uso do serviço comercial da Amtrak para se deslocar entre Washington D.C. e sua casa em Delaware durante seu tempo como senador, e fez uma breve campanha de trem em Ohio e na Pensilvânia. No entanto, Desde novembro de  2024, ele não continuou a tradição de vagões presidenciais durante sua presidência. Durante sua visita surpresa à Ucrânia em 21 de fevereiro de 2023, ele viajou em um vagão particular reformado da Ukrzaliznytsia apelidado de 'Rail Force One'.